# Huta Szkła Zawiercie

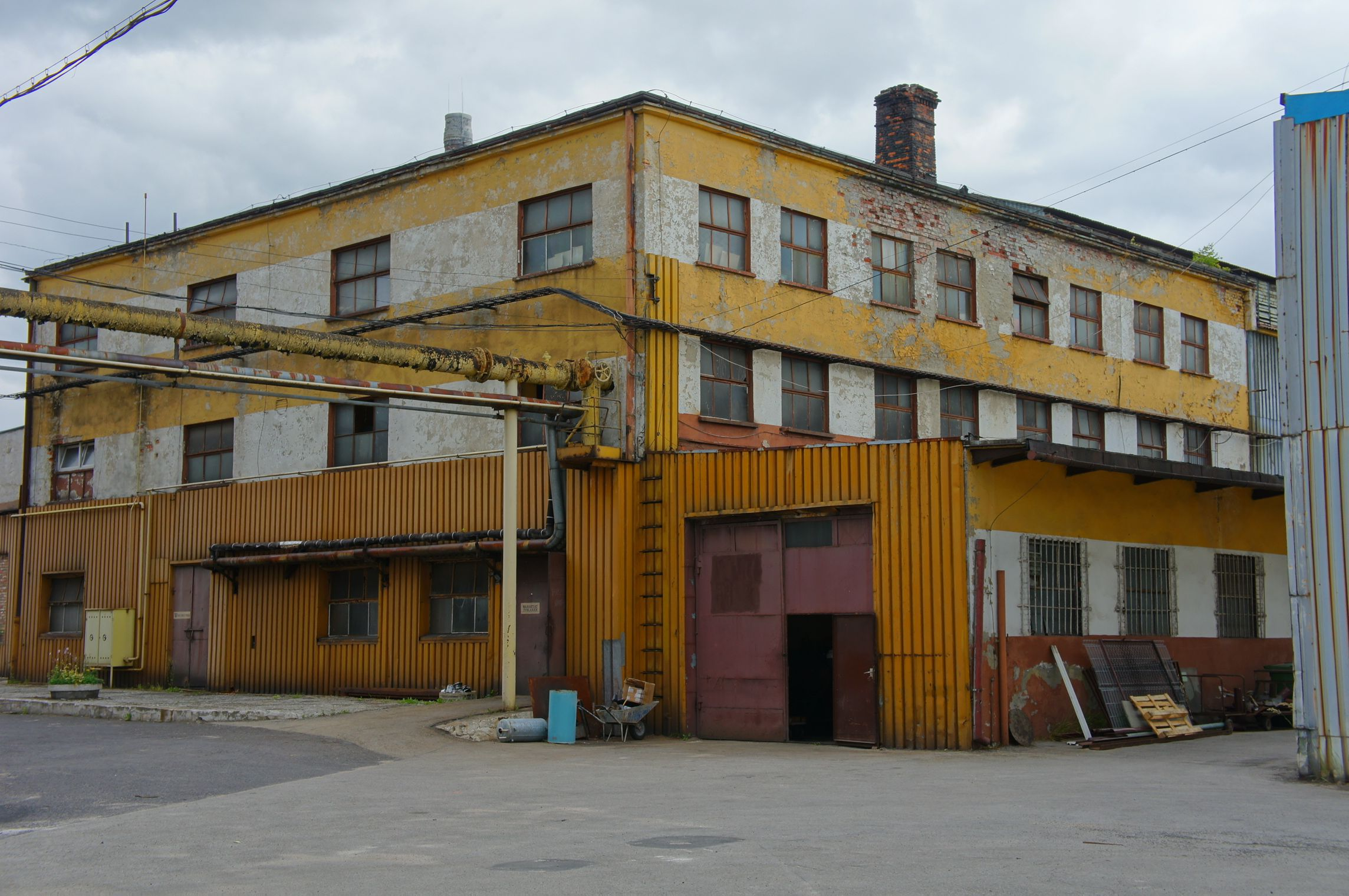
Zabudowania huty w 2015 roku

„Huta Szkła Zawiercie” Sp. z o.o. (daw. Huta szkła w Zawierciu) – huta szkła znajdująca się w Zawierciu, znana z produkcji szkła kryształowego.
Huta szkła „Zawiercie” zajmuje się produkcją szkła gospodarczego. Produkcja obejmuje wyrób kryształowych artykułów gospodarstwa domowego, wyposażenia gastronomii i przedmiotów dekoracyjnych. Wytwarzane przez hutę wyroby szklane dzielą się na:
- Kieliszki i szklanki kryształowe formowane automatycznie i zdobione ręcznie,
- Wyroby kryształowe, dmuchane, formowane ręcznie,
- Wyroby kryształowe, prasowane ręcznie i półautomatycznie.

Od listopada 2010 do lipca 2017 huta znajdowała się na liście Szlaku Zabytków Techniki Województwa Śląskiego.

## Historia
Pierwsza huta szkła w Zawierciu została założona przez właściciela ziemskiego Andrzeja Chmielowskiego. Najstarsze wzmianki w oficjalnych dokumentach na jej temat pochodzą z 1880 r. Zatrudniała ona wówczas 22 osoby, w tym 17 fachowców zagranicznych. Początkowo produkowano w niej proste użytkowe szkło gospodarcze – butle, butelki, dzbany, kufle do piwa.
Po śmierci Chmielowskiego huta dwukrotnie zmieniała właścicieli, po czym w 1883 r. (bądź 1884 r.) została kupiona za 10 000 rubli w srebrze przez Alojzego Reicha, reprezentującego spółkę „S. Reich & Ska”. Rodzina Samuela Reicha była potentatem w przemyśle szklarskim; posiadała wówczas jedenaście hut i rafinerii szkła na terenie Austrii, Czech, Moraw i Królestwa Polskiego, co zapewniło hucie w Zawierciu fachowe doświadczenie. Od zakupu do 1889 r. huta była (przy nieustannej produkcji) modernizowana. Na początku XX w. dysponowała już dwiema halami produkcyjnymi, trzema piecami donicowymi do wytapiania szkła, trawialnią kryształów, malarnią, drukarnią wraz ze specjalistycznymi maszynami do giloszowania, pantografowania i matowania wyrobów. Asortyment produkcji został poszerzony o bardziej skomplikowane wyroby – wazony, patery, karafki, puchary, kielichy, szklanki, talerze, cukiernice i popielnice. Ponadto nie rezygnując z wytwarzania opakowań szklanych, rozpoczęto na dużą skalę produkcję szkła oświetleniowego na rynek austro-węgierski. Z kolei na potrzeby rynku rosyjskiego produkowano przedmioty użytkowo-ozdobne ze szkła kryształowego ołowiowego, uruchamiając w tym celu nową linię technologiczną.
W 1900 r. zmieniono status firmy, tworząc „Towarzystwo Akcyjne Huty Szkła w Zawierciu dawniej S. Reich & Ska w Zawierciu”. Współwłaścicielem firmy obok Alojzego Reicha został Emanuel Marcus, przybyły do Zawiercia jeszcze w 1884 r. i pełniący potem przez długi czas funkcję dyrektora huty. Zajęto się wówczas budową kolonii fabrycznej z mieszkaniami dla robotników.
Działalność huty została przerwana podczas I wojny światowej, niemniej produkcję wznowiono już w grudniu 1918 r., po odzyskaniu wywiezionego podczas wojny sprzętu. W 1920 r. uruchomiono trzeci piec donicowy. W latach 20. asortyment wyrobów został poszerzony o komplety toaletowo-kosmetyczne.
Przygotowując się do Powszechnej Wystawy Krajowej w Poznaniu w 1929 r., huta wprowadziła nowe linie szkła oświetleniowego. Jej produkty spotkały się na wystawie z dobrym przyjęciem, czego wyrazem był dyplom honorowy i Wielki Złoty Medal zdobyty w ramach przeglądu osiągnięć dziesięciolecia Odrodzonej Polski. Nagroda przełożyła się na zamówienia do instytucji publicznych. W szkło z Zawiercia wyposażono transatlantyki MS Batory i MS Piłsudski.
W okresie kryzysu, w 1935 r. huta szkła w Zawierciu uzyskała pożyczkę z Banku Gospodarstwa Krajowego na kwotę 100000 złotych. Suma ta została przeznaczona na modernizację obiektów produkcyjnych. Aby utrzymać się na rynku, dyrekcja zadecydowała o obniżeniu cen wyrobów o 10–30%, natomiast planowane obniżki płac nie doszły do skutku w wyniku strajków pracowników w 1936 r. Niemniej w fabryce przez cały okres kryzysu udało się utrzymać stały poziom zatrudnienia. W 1938 r. pracowało w niej 1038 pracowników, a wartość sprzedawanych produktów wynosiła 2,5 mln złotych rocznie.
Produkcja była kontynuowana również w okresie II wojny światowej, przy czym szkło gospodarcze wytwarzano w mniejszym zakresie, skupiając się na szkle oświetleniowym.
Po zakończeniu wojny hutę znacjonalizowano i uruchomiono ponownie w 1945 r. jako „Państwową Fabrykę Wyrobów Szklanych w Zawierciu”. Jej początkowa roczna wartość produkcji wynosiła 800000 zł.
3 maja 1950 r. huta zmieniła nazwę na „Hutę Szkła Gospodarczego i Oświetleniowego w Zawierciu”. W latach 50. rozwijano na szeroką skalę utylitarną produkcję szkła odblaskowego i sygnalizacyjnego. Jednocześnie nawiązano kontakty z nowo powstałym Wydziałem Szkła Państwowej Wyższej Szkoły Sztuk Plastycznych we Wrocławiu. Jego absolwenci zajęli się projektowaniem przedmiotów użytkowych ze szkła ołowiowego. W skład owych projektantów wchodzili Józef Podlasek (zatrudniony w latach 60., późniejszy kierownik wzorcowni), Maria Słaboń-Kapa (zatrudniona w latach 70., od 1995 r. kierowniczka wzorcowni) oraz Bogdan Kupczyk. Wyroby fabryki od lat 60. były w znacznej części eksportowane do Francji, Niemiec, Belgii, Norwegii, Włoch, Stanów Zjednoczonych, Kanady, Wenezueli czy Nowej Zelandii.
Lata 80. przyniosły spadek zamówień. W 1986 r. zaprzestano produkcji szkła sodowego, przestawiając się wyłącznie na produkcję kryształowego szkła ołowiowego.
W 1998 r. huta została przekształcona w spółkę akcyjną, przechodząc w 2009 r. w ręce prywatnych inwestorów. W 2016 roku spółka ogłosiła upadłość.